# Santa Comba Dão
Santa Comba Dão é uma cidade portuguesa do distrito de Viseu, situada na província da Beira Alta, região do Centro (Região das Beiras) e sub-região Viseu Dão-Lafões, com cerca de 3 386 habitantes. Enquadrada entre os rios Dão e Mondego, encontra-se entre as cidades de Viseu e Coimbra, sensivelmente equidistante de ambas.
É sede do município de Santa Comba Dão com 111,95 km² de área e 11 597 habitantes (2011), subdividido em 6 freguesias. O município é limitado a norte pelo município de Tondela, a leste por Carregal do Sal, a sueste por Tábua, a sul por Penacova e a oeste por Mortágua.
A vila de Santa Comba Dão foi elevada à categoria de cidade em 1999.

## História
A toponímia indica que terão existidos vestígios de ocupação humana paleolítica, dada a existência de um pequeno lugar de nome Anta. Em documentos medievais portugueses surge a referência a um "Castro Comba" (castros são construções dos povos ibéricos pré-romanos) e existe quem defenda a existência de um castro em Vila de Barba, onde mais tarde os visigodos teriam construído fortificações. À data não foram ainda encontrados vestígios arqueológicos destas épocas. Da época seguinte, romana, existem vestígios em várias localidades do conselho: em Patarinho, Óvoa, onde provavelmente existia uma "Villae" romana e no Passal das Igrejas de Couto de Mosteiro e de Treixedo.
A atribuição do nome Santa Comba Dão tem raízes que remontam a antes da Reconquista, começando por se chamar villa de Sancta Columba, em honra de uma santa mártir do mesmo nome. É mencionada numa carta de doação em 974 por Oveco Garcia e outra em 975 por Nunio Gonçalves, ambas a favor do Mosteiro de Lorvão. É esse mesmo mosteiro que em 1102, depois da devastação local causada pela Reconquista, outorga uma carta de foro aos moradores de Santa Comba e Treixedo para promover a fixação de moradores nesses locais. Dada a instabilidade política e administrativa da altura, as terras de Santa Comba são transferidas para o Bispado de Coimbra, situação que se mantém até pelo menos 1472, altura em que Galvão, Bispo de Coimbra, se assume como Conde de Santa Comba.
Em 1514, D. Manuel concede cartas de forais a Santa Comba Dão e às São João de Areias, Pinheiro de Ázere, Óvoa e Couto do Mosteiro. Cópias digitais dos forais encontra-se disponíveis para leitura sem restrições no site da câmara municipal de Santa Comba Dão.
No século XIX, o concelho de Santa Comba Dão passa a incluir os então concelhos (agora freguesias) de Óvoa, Couto do Mosteiro e Pinheiro (os três em 1836), assim como São João de Areias (1895), e Nagozela é integrada na freguesia de Treixedo (1837). Nagozela é posteriormente incluída na freguesia de Treixedo (Lei n.º 40/84, de 31 de Dezembro), estando hoje em dia integrada na União de Freguesias de Treixedo e Nagozela (reorganização administrativa de 2012/2013).

## Freguesias

Freguesias do município de Santa Comba Dão.

O município de Santa Comba Dão está subdividido em 6 freguesias:
- Óvoa e Vimieiro
- Pinheiro de Ázere
- Santa Comba Dão e Couto do Mosteiro
- São Joaninho
- São João de Areias
- Treixedo e Nagozela

Pinheiro de Ázere, São João de Areias, Óvoa e Vimieiro encontram-se na margem sul do rio Dão, encontrando-se as restantes na margem norte. A antiga freguesia de Vimieiro, situada a 3 km de Santa Comba Dão, dispõe de uma estação de caminho de ferro e de ligações rodoviárias com as estradas IP3, IC12 e EN234.

## Economia
Em 2011, Santa Comba Dão tinha uma população activa de 4851 pessoas, das quais 498 inscritas num centro de desemprego (abaixo da média nacional de 12,7%) e com um salário médio (com horas extra, subsídios ou prémios incluídos) de 845,6 € (a média nacional nesse ano foi de 1083,8 €).
Em 2017, Santa Comba Dão era sede de 1 037 empresas, sendo que a vasta maioria das empresas (96,8%) tinha menos de 10 pessoas ao serviço (média nacional: 96,3%) e com uma taxa de sobrevivência a 2 anos de 52,6% (média nacional: 56,7%). Ainda em 2017, a maioria da população trabalhava no sector de serviços (62,5%), com um tamanho significativo da indústria extrativa e transformadora (20,1%). Em termos de volumes de negócios, esses sectores pesavam 61,6% e 29,8%, respetivamente. Em 2009, a mão de obra agrícola era de 10,3% da população activa, com uma produção de vinho de 1523 hectolitros, 23,3% dos quais com DOP. Em termos de gado, Santa Comba Dão, em 2009, produzia, do total nacional, 1,4% coelhos, 0,6% aves, 0,3% suínos, 0,1% ovinos e 0,0% bovinos.

## Património

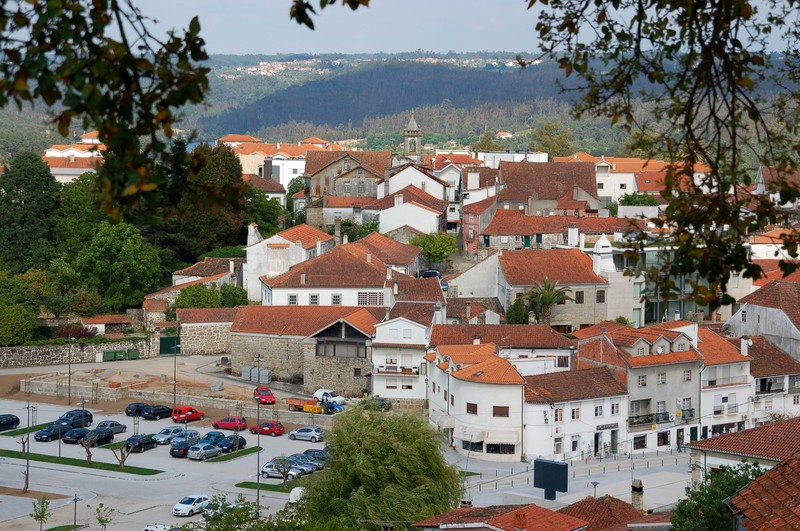
Vista de Santa Comba Dão

Entre os seus monumentos principais, contam-se:
- Igreja Matriz de Santa Comba Dão — datando do século XVIII, em estilo barroco, ostentando duas torres sineiras.
- Casa dos Arcos — solar ancestral dos Barões de Santa Comba Dão, visitada por D. Catarina Henriqueta de Bragança, Rainha Viúva de Inglaterra, Escócia e Irlanda, em 1692, por seu irmão o Rei D. Pedro II de Portugal em 1704 e pelo filho deste D. Manuel de Bragança, Infante de Portugal, Candidato a Rei da Polónia e Grão-Duque da Lituânia em 1738, como indica uma placa de mármore junto ao portão. No primeiro andar, encontra-se em funcionamento a biblioteca municipal e rés-do-chão um restaurante.
- Casa de Joaquim Alves Mateus — situada perto da Casa dos Arcos, datando originalmente de 1555, com reconstrução posterior no século XVIII, apresentando características arquitectónicas renascentistas e onde nasceu o cónego e orador que dá o nome à casa.
- Ecopista do Dão — conectando Viseu, Tondela e Vimieiro através uma ciclovia de 48 km (antiga Linha do Dão, encerrada em 1990).

## Evolução da população do município
★ Os Recenseamentos Gerais da população portuguesa tiveram lugar a partir de 1864, regendo-se pelas orientações do Congresso Internacional de Estatística de Bruxelas de 1853. Encontram-se disponíveis para consulta no site do Instituto Nacional de Estatística (INE). 
| Número de habitantes *                | Número de habitantes * | Número de habitantes * | Número de habitantes * | Número de habitantes * | Número de habitantes * | Número de habitantes * | Número de habitantes * | Número de habitantes * | Número de habitantes * | Número de habitantes * | Número de habitantes * | Número de habitantes * | Número de habitantes * | Número de habitantes * | Número de habitantes * |
| ------------------------------------- | ---------------------- | ---------------------- | ---------------------- | ---------------------- | ---------------------- | ---------------------- | ---------------------- | ---------------------- | ---------------------- | ---------------------- | ---------------------- | ---------------------- | ---------------------- | ---------------------- | ---------------------- |
| 1864                                  | 1878                   | 1890                   | 1900                   | 1911                   | 1920                   | 1930                   | 1940                   | 1950                   | 1960                   | 1970                   | 1981                   | 1991                   | 2001                   | 2011                   | 2021                   |
| 9 712                                 | 10 800                 | 11 573                 | 12 237                 | 12 750                 | 13 062                 | 14 088                 | 13 720                 | 14 556                 | 13 723                 | 11 850                 | 14 099                 | 12 209                 | 12 473                 | 11 597                 | 10 641                 |
| Número de habitantes por grupo etário |                        |                        |                        |                        |                        |                        |                        |                        |                        |                        |                        |                        |                        |                        |                        |
|                                       |                        |                        | 1900                   | 1911                   | 1920                   | 1930                   | 1940                   | 1950                   | 1960                   | 1970                   | 1981                   | 1991                   | 2001                   | 2011                   | 2021                   |
| 0–14 Anos                             | 0–14 Anos              | 0–14 Anos              | 3 720                  | 4 335                  | 4 005                  | 4 073                  | 4 513                  | 4 300                  | 4 092                  | 3 205                  | 3 580                  | 2 497                  | 1 789                  | 1 533                  | 1 169                  |
| 15–24 Anos                            | 15–24 Anos             | 15–24 Anos             | 1 889                  | 1 947                  | 1 843                  | 2 395                  | 2 070                  | 2 326                  | 2 101                  | 1 625                  | 2 181                  | 1 861                  | 1 832                  | 1 123                  | 981                    |
| 25–64 Anos                            | 25–64 Anos             | 25–64 Anos             | 4 598                  | 4 862                  | 4 864                  | 5 473                  | 5 622                  | 6 220                  | 6 105                  | 5 455                  | 6 322                  | 5 751                  | 6 228                  | 5 988                  | 5 032                  |
| ≥ 65 Anos                             | ≥ 65 Anos              | ≥ 65 Anos              | 780                    | 873                    | 880                    | 1 018                  | 1 083                  | 1 272                  | 1 425                  | 1 565                  | 2 016                  | 2 100                  | 2 624                  | 2 953                  | 3 459                  |

- * Número de habitantes "residentes", ou seja, que tinham a residência oficial neste município à data em que os censos se realizaram
  - De 1900 a 1950 os dados referem-se à população "de facto", ou seja, que estava presente no município à data em que os censos se realizaram. Daí que se registem algumas diferenças relativamente à designada população residente

## Política
O município de Santa Comba Dão é administrado por uma Câmara Municipal composta por um Presidente e 6 vereadores. Existe uma Assembleia Municipal que é o órgão legislativo do município, constituída por uma mesa da Assembleia Municipal com um presidente e dois secretários, mais 24 deputados municipais, 21 dos quais eleitos diretamente mais os presidentes das 6 juntas de freguesia do município. Nas Eleições Autárquicas de 2021, o Presidente da Câmara, 4 vereadores e 12 deputados são do Partido Socialista e os restantes da coligação PPD/PSD-CDS-PP (3 vereadores e 9 deputados). Em relação às Juntas de Freguesia, estão eleitos 4 presidentes de Junta para o Partido Socialista e 2 para a coligação PPD/PSD-CDS-PP.
Santa Comba Dão é cidade irmã de Namaacha, Moçambique, desde 1998.

### Eleições autárquicas[16]
| Data | %     | V     | %       | V       | %       | V       | %            | V            | %              | V  | %              | V  | %              | V       | Participação |                |
| Data | PS    | PS    | PPD/PSD | PPD/PSD | CDS-PP  | CDS-PP  | FEPU/APU/CDU | FEPU/APU/CDU | AD             | AD | BE             | BE | PSD-CDS        | PSD-CDS | Participação |                |
| ---- | ----- | ----- | ------- | ------- | ------- | ------- | ------------ | ------------ | -------------- | -- | -------------- | -- | -------------- | ------- | ------------ | -------------- |
| Data | 1976  | 43,63 | 2       | 33,05   | 2       | 16,11   | 1            | 1,86         | -              |    |                |    |                |         |              | 57,13 / 100,00 |
| 1979 | 47,14 | 2     | AD      | AD      | AD      | AD      | 1,86         | -            | 48,63          | 3  | 73,39 / 100,00 |    |                |         |              |                |
| 1982 | 39,39 | 2     | AD      | AD      | AD      | AD      | 1,92         | -            | 54,36          | 3  | 71,56 / 100,00 |    |                |         |              |                |
| 1985 | 43,37 | 3     | 50,93   | 4       |         |         | 1,82         | -            |                |    | 63,87 / 100,00 |    |                |         |              |                |
| 1989 | 33,47 | 3     | 31,98   | 2       | 28,76   | 2       | 1,63         | -            | 66,80 / 100,00 |    |                |    |                |         |              |                |
| 1993 | 53,27 | 4     | 36,91   | 3       | 4,57    | -       | 1,15         | -            | 66,47 / 100,00 |    |                |    |                |         |              |                |
| 1997 | 48,18 | 4     | 44,23   | 3       | 2,86    | -       | 0,87         | -            | 65,96 / 100,00 |    |                |    |                |         |              |                |
| 2001 | 50,61 | 4     | 41,91   | 3       | 2,49    | -       | 1,86         | -            | 0,89           | -  | 67,11 / 100,00 |    |                |         |              |                |
| 2005 | 42,22 | 3     | CDS-PP  | CDS-PP  | PPD/PSD | PPD/PSD | 1,38         | -            | 1,42           | -  | 52,19          | 4  | 67,00 / 100,00 |         |              |                |
| 2009 | 43,34 | 3     | 50,12   | 4       | 1,88    | -       | 0,81         | -            | 1,44           | -  |                |    | 65,84 / 100,00 |         |              |                |
| 2013 | 48,56 | 4     | 39,72   | 3       | 4,59    | -       | 1,32         | -            |                |    | 58,11 / 100,00 |    |                |         |              |                |
| 2017 | 58,27 | 5     | CDS-PP  | CDS-PP  | PPD/PSD | PPD/PSD | 2,90         | -            | 33,08          | 2  | 56,43 / 100,00 |    |                |         |              |                |
| 2021 | 52,76 | 4     | CDS-PP  | CDS-PP  | PPD/PSD | PPD/PSD | 2,76         | -            | 39,50          | 3  | 61,10 / 100,00 |    |                |         |              |                |

### Eleições legislativas
| Data | %     | %     | %     | %     | %     | %     | %        | %     | %    | %     | %    | %   | %       | % | %  | %  |  |
| Data | PSD   | CDS   | PS    | PCP   | UDP   | AD    | APU/ CDU | FRS   | PRD  | PSN   | BE   | PAN | PSD CDS | L | CH | IL |  |
| ---- | ----- | ----- | ----- | ----- | ----- | ----- | -------- | ----- | ---- | ----- | ---- | --- | ------- | - | -- | -- |  |
| Data | 1976  | 36,21 | 27,98 | 22,90 | 1,28  | 0,94  |          |       |      |       |      |     |         |   |    |    |  |
| 1979 | AD    | AD    | 23,71 | APU   | 1,51  | 63,58 | 3,43     |       |      |       |      |     |         |   |    |    |  |
| 1980 | AD    | AD    | FRS   | APU   | 0,50  | 64,40 | 2,66     | 25,08 |      |       |      |     |         |   |    |    |  |
| 1983 | 39,86 | 14,02 | 33,52 | APU   | 0,51  |       | 3,06     |       |      |       |      |     |         |   |    |    |  |
| 1985 | 43,07 | 13,55 | 23,42 | APU   | 0,54  | 3,49  | 8,23     |       |      |       |      |     |         |   |    |    |  |
| 1987 | 68,70 | 3,96  | 18,41 | CDU   | 0,41  | 1,57  | 0,87     |       |      |       |      |     |         |   |    |    |  |
| 1991 | 67,31 | 3,12  | 22,49 | CDU   |       | 0,97  | 0,38     | 1,86  |      |       |      |     |         |   |    |    |  |
| 1995 | 50,89 | 8,68  | 34,27 | CDU   | 0,28  | 1,27  |          | 0,28  |      |       |      |     |         |   |    |    |  |
| 1999 | 45,73 | 8,02  | 38,98 | CDU   |       | 1,54  | 0,25     | 1,49  |      |       |      |     |         |   |    |    |  |
| 2002 | 55,07 | 7,32  | 31,95 | CDU   | 0,99  |       | 1,54     |       |      |       |      |     |         |   |    |    |  |
| 2005 | 44,70 | 6,40  | 38,83 | CDU   | 1,50  | 3,51  |          |       |      |       |      |     |         |   |    |    |  |
| 2009 | 41,09 | 9,26  | 37,27 | CDU   | 1,83  | 5,86  |          |       |      |       |      |     |         |   |    |    |  |
| 2011 | 52,21 | 9,74  | 25,35 | CDU   | 2,57  | 2,74  | 0,65     |       |      |       |      |     |         |   |    |    |  |
| 2015 | CDS   | PSD   | 30,20 | CDU   | 2,32  | 6,19  | 0,66     | 51,67 | 0,54 |       |      |     |         |   |    |    |  |
| 2019 | 35,43 | 4,80  | 36,79 | CDU   | 1,64  | 7,94  | 2,04     |       | 0,49 | 0,81  | 0,51 |     |         |   |    |    |  |
| 2022 | 36,75 | 1,40  | 43,16 | CDU   | 1,16  | 3,26  | 0,81     | 0,63  | 6,45 | 2,56  |      |     |         |   |    |    |  |
| 2024 | AD    | AD    | 28,45 | CDU   | 36,75 | 0,98  | 2,91     | 1,00  | 1,99 | 17,55 | 2,51 |     |         |   |    |    |  |

## Personalidades notáveis
- Aníbal Correia de Matos (1915–2004) — Director e correspondente jornalístico na Figueira da Foz, onde deu o nome a uma rua: Rua Aníbal Correia de Matos.A primeira gramática da língua Portuguesa foi escrita por Fernando Oliveira, nascido em Santa Comba Dão.

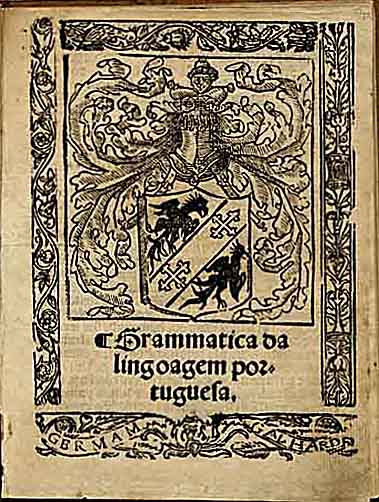
A primeira gramática da língua Portuguesa foi escrita por Fernando Oliveira, nascido em Santa Comba Dão.

- António de Oliveira Salazar (1889–1970) — Professor de Economia Política e Finanças na Universidade de Coimbra, Presidente do Conselho de Ministros português, fundador do Estado Novo.
- General Augusto Duarte Leão — General de Infantaria, Cavaleiro da Ordem de S. Bento de Aviz, nascido em 28 de Outubro de 1851, deu o nome a uma rua em Santa Comba Dão: Rua General Leão.
- António Luís Costa (n. 1953) — Um cabo da GNR reformado e serial killer condenado que matou três mulheres jovens entre 2005 e 2006[19].
- Barão de Santa Comba Dão
- Barão de São João de Areias
- Padre Fernando Oliveira (c. 1507–1581) — gramático, historiador, cartógrafo, piloto, teórico da guerra e da construção naval[20].
- Joaquim Alves Mateus (1835–1903), cónego e orador de renome, membro do Partido Reformista e, posteriormente, do Partido Progressista[21].
- José da Silva Carvalho (1782–1856) — Político liberal, obreiro da Revolução de 1820 e ministro de D. João VI, de D. Pedro IV e de D. Maria II, pai do 1.° Visconde de Silva Carvalho.